# Пацци
Пацци (итал. Pazzi) — знатный дворянский флорентийский род, существовавший до конца XV века.
Первоначально жили в своих владениях в долине Арно, затем поселились во Флоренции, где получили известность заговором против Лоренцо и Джулиано Медичи в 1478 году. Причиной последнего были зависть к быстро возрастающему могуществу дома Медичи, месть за отнятое наследство и соперничество в банковских делах. Папа Сикст IV, восстановленный против Медичи своим племянником Джироламо Риарио, дал согласие на подготавливавшийся во Флоренции государственный переворот; Франческо Сальвиати, архиепископ Пизы, Якопо Браччолини, Бернардо Бандини и др. приняли участие в заговоре. Приезд молодого кардинала Рафаэля Риарио, внука папы, послужил сигналом восстания. План избиения Медичи на вилле Моцца не удался. Тогда избрали день, в который кардинал будет присутствовать на служении в соборе. Во время обедни Франческо Пацци и Бандини убили Джулиано; раненому Лоренцо удалось спастись в ризницу. Архиепископ хотел овладеть Palazzo dei comuni, но был схвачен; попытка Якопо Пацци привлечь народ на сторону заговорщиков не имела успеха. Последние были схвачены частью в городе, частью во время бегства, и повешены на окнах Palazzo dei comuni. Из Пацци остался в живых один Гульельмо, зять Медичи. Кардинал Риарио был защищен Лоренцо от ярости народа.
Заговор навлек на Флоренцию интердикт и был причиной войны с папой и неаполитанским королём, окончившейся в 1479 году. Полициано написал историю заговора, Альфиери изложил её в драматической форме.

## Представители
- Мария Магдалина де Пацци.
- Франческо Пацци.
- Якопо Пацци.